# Primi ministri dell'Ossezia del Sud
I primi ministri dell'Ossezia del Sud dal 1991 ad oggi sono i seguenti.

## Lista
- Oleg Teziev (28 novembre 1991 - ottobre 1993)
- Gerasim Chugaev (ottobre 1993 - maggio 1994) (1ª volta)
- Ėduard Gassiev (maggio 1994 - 1995)
- Vlasislav Gabaraev (1995 - 24 settembre 1996)
- Aleksandr Šavlochov (1996 - agosto 1998)
- Merab Čigoev (agosto 1998 - giugno 2001)
- Dmitrij Sanakoev (14 giugno 2001 - dicembre 2001)
- Gerasim Chugaev (dicembre 2001 - agosto 2003) (2ª volta, facente funzioni fino al 9 gennaio 2002)
- Igor' Sanakoev (17 settembre 2003 - maggio 2005)
- Zurab Kokoev (maggio 2005 - 5 luglio 2005) (provvisorio)
- Jurij Morozov (5 luglio 2005 - 17 agosto 2008)
- Boris Čočiev (17 agosto 2008 - 22 ottobre 2008) (provvisorio)
- Aslanbek Bulacev (22 ottobre 2008 - 3 agosto 2009)
- Vadim Brovcev (5 agosto 2009 - 26 aprile 2012)
- Rostislav Chugaev (26 aprile 2012 - 20 gennaio 2014)
- Domenti Kulumbegov (20 gennaio 2014 - 16 marzo 2017)
- Erik Puchaev (16 marzo 2017 - 29 agosto 2020)
- Gennadij Bekoev (29 agosto 2020 - 20 giugno 2022)
- Konstantin Dzhussoyev, dal 20 giugno 2022.